# Turó Rodó (Centelles)
El Turó Rodó és una muntanya de 967 metres que es troba al municipi de Centelles, a la comarca d'Osona.